# Blacus compressiventris
Blacus compressiventris är en stekelart som beskrevs av Van Achterberg 1976. Blacus compressiventris ingår i släktet Blacus, och familjen bracksteklar. Inga underarter finns listade.